# Borce
Borce (occitansk: Bòrça, udtalt /borso/) er en fransk kommune, som ligger i Aspedalen, dvs. i det gamle fyrstendømme Béarn. I dag er det underlagt departementet Pyrénées-Atlantiques og dermed regionen Aquitaine. I 2006 blev det konstateret ved en foreløbig folketælling, at der nu er 172 indbyggere i kommunen.

## Bynavnet
Stednavnet Borce forekommer under formerne Borsa (i det 12. århundrede), Borza (1186) og Borse (1250).

## Historie
- I 1385[1] var der 66 husstande i Borce, og byen tilhørte skatteområdet i Aspe. Byen var den vigtigste blandt de høje bygder i Aspedalen.
- I medfør af artikel 10 i Bayonnetraktaten fra 1862 kunne de spanske hyrder fra Ansodalen frit drive dres dyr på græsning i to områder af fransk territorium, som lå op ad grænsen, dvs. på Borce kommunes land, både nat og dag. Desuden lå det i traktaten, at der var fri adgang på en bestemt vej udover disse områder for at muliggøre hjordenes adgang. Denne bestemmelse kunne dog ikke anvendes ét år ud af seks (år, som kunne deles med 3 uden rest), hvor symmetriske regler tillod, at hjorder fra Borce græssede på spanske områder.

## Historiske bygninger
- Saint-Antoine-Abbé-sygehuset fra det 17. og 18. århundrede er renoveret i det 20. århundrede.
- Bygninger (staldbygninger og bageovne) fra det 14.-19. århundrede.
- Befæstede huse fra det 13. og 14. århundrede.
- Portaletfortet (fort, fængsel, accisebod og udkigspost) fra det 16. århundrede er bygget delvist ind i Etsaut kommune og er renoveret i det 19. århundrede.
- Byen danner station på den del af pilgrimsruten til Santiago de Compostela, som følger Aragonfloden. Dette stykke vej krydser Somportpasset og forbinder Borce med Puente la Reina i Spanien. Derved danner det forbindelsesled mellem Via Tolosana og den spanske Camino aragonés.
- Kirken Saint-Michel er renoveret i det 17. århundrede og har et vievandskar i sort kalksten, som er prydet med en Ibskal, en humlebi og en skægget maske.

## Erhvervsliv
Komunens erhvervsliv er hovedsageligt orienteret mod jordbrug og kvægavl.

## Kommunesamarbejde
Kommunen er en del af følgende fem fælleskommunale samarbejder:
- Aspedalens kommunefællesskab
- Konsortium til udvikling af TV i den høje del af Aspedalen
- Øvre-Béarns blandede konsortium
- Det fælleskommunale konsortium for pengehjælp ved indskoling i Aspedalen
- Departementets konsortium for elektrificering

## Eksterne links
- Borce på Aspevejen